# Valvobifarina
Valvobifarina es un género de foraminífero bentónico de la familia Reussellidae, de la superfamilia Buliminoidea, del suborden Buliminina y del orden Buliminida. Su especie tipo es Bifarina mackinnoni. Su rango cronoestratigráfico abarca el Holoceno.

## Discusión
Clasificaciones previas incluían Valvobifarina en el suborden Rotaliina del orden Rotaliida.

## Clasificación
Valvobifarina incluye a las siguientes especies:
- Valvobifarina elongata
- Valvobifarina mackinnoni
- Valvobifarina niobeae
- Valvobifarina paleocenica
- Valvobifarina robusta